# Minnesota Vikings
Minnesota Vikings je momčad američkog nogometa iz Minneapolisa u Minnesoti. Članovi NFL lige su od 1961., a trenutno se natječu u sjevernoj diviziji NFC konferencije. Dosad su osvojili jedan naslov prvaka NFL lige, 1969. godine.
Do 2013. su svoje domaće utakmice igrali na stadionu Hubert H. Humphrey Metrodome, a do 2016. (kada će biti otvorenje njihovog novog stadiona) će igrati na TCF Bank Stadiumu.

## Povijest kluba

### Počeci u 1960-ima
Minneapolis je svoju NFL momčad dobio 1960. godine, iako je u početku AFL liga bila ta koja je poslovnim ljudima iz Minneapolisa dodijelila franšizu. Prvi glavni trener Vikingsa postao je Norm Van Brocklin, bivši quarterback Los Angeles Ramsa i Philadelphia Eaglesima (s oba kluba je osvojio po jedan naslov prvaka). Momčad je u šezdesetima predvodio quarterback Fran Tarkenton, kasniji član "Kuće slavnih" NFL-a i vlasnik nekoliko rekorda lige (npr. broj jardi dodavanja, quarterback s najvećim brojem pobjeda u karijeri itd.). Veći dio šezdesetih Vikingsi nemaju uspjeha, te 1967. Van Brocklin i Tarkenton odlaze iz kluba.
Već 1968. s novim trenerom Budom Grantom, po prvi puta u povijesti osvajaju diviziju i ulaze u doigravanje. Sezonu nakon toga, Vikingsi su već najbolja momčad lige u regularnom dijelu sezone s 12 pobjeda u 14 utakmica. U doigravanju pobjeđuju prvo Los Angeles Ramse 23:20, a onda u prvenstvenoj utakmici NFL-a i Cleveland Brownse 27:7. Sljedeća utakmica je bila Super Bowl, između njih i pobjednika AFL lige Kansas City Chiefsa. Vikingsi unatoč ulozi favorita gube utakmicu 23:7.

### Na vrhu u 1970-ima
Tijekom 1970-ih Vikingsi su bila jedna od najjačih momčadi lige. Prve dvije sezone nakon spajanja NFL i AFL lige osvajaju diviziju i dolaze do divizijske runde doigravanja. 1971. defensive tackle Vikingsa Alan Page postaje i MVP lige.  Iduće sezone klub razmjenjuje nekoliko igrača i pickova na idućem draftu s New York Giantsima, a zauzvrat dobivaju natrag Frana Tarkentona. Njegova prva sezona se nije pokazala naročitim uspjehom, ali već 1973. momčad nakon pobjeda u doigravanju nad Washington Redskinsima i Dallas Cowboysima ulazi u svoj drugi Super Bowl u povijesti. Tamo ih dočekuju branitelji naslova Miami Dolphinsi koji ih pobjeđuju 24:7. Vikingsi 1974. po šesti put u zadnjih sedam sezona osvajaju diviziju i ponovno ulaze u doigravanje i dolaze do svog drugog finala zaredom. Ni ovaj put ne uspijevaju osvojiti prvenstvo, u Super Bowlu IX gube od Pittsburgh Steelersa 16:6. Dvije sezone kasnije imaju novu šansu, ali i ovaj put ne uspijevaju doći do kraja - Oakland Raidersi ih pobjeđuju 32:14. Sveukupno, Vikingsi u sedamdesetima predvođeni trenerom Budom Grantom osvajaju diviziju osam puta (od toga šest puta zaredom 1973. do 1978.), te osam puta ulaze u doigravanje, te se može smatrati da je to najbolje razdoblje kluba u povijesti.

### Od 1982. do 2006.
Preseljenjem na novi stadion 1982., Metrodome, započinje niz od nekoliko loših sezona za Vikingse. Međutim, već 1987. su ponovno na vrhu i u doigravanju dolaze sve o konferencijskog finala protiv Redskinsa. Od 1987. do 2000. 5 puta osvajaju diviziju i 11 puta ulaze u doigravanje. 1992. momčad preuzima trener Dennis Green koji u svojoj prvoj sezoni odmah osvaja titulu trenera godine. 
Najbolju sezonu u devedesetima Vikingsi imaju 1998. godine, kada predvođeni quarterbackom Randallom Cunninghamom i wide receiverima Crisom Carterom i Randyem Mossom pobjeđuju u čak 15 utakmica u sezoni i ruše rekord lige po broju postignutih poena u sezoni (556).  U divizijskoj rundi doigravanja Vikingsi glatko pobjeđuju Arizona Cardinalse 41:24. Jedina zapreka do Super Bowla po mnogima jednom od najboljih napada u povijesti lige su bili Atlanta Falconsi. Vikingsi su u to konferencijsko finale ušli kao gotovo siguran pobjednik, ali nakon produžetaka gube 30:27.
Do konferencijskog finala dolaze i 2000. predvođeni quarterbackom Daunteom Culpepperom, ali tu su pretrpjeli katastrofalni poraz od New York Giantsa, 41:0. Nakon te sezone, momčad lagano pada, i do 2007. samo jednom dolazi do doigravanja.

### od 2007. do danas
U prvoj rundi drafta 2007. godine Vikingsi biraju running backa Adriana Petersona. Unatoč samo 6 pobjeda te sezone, Peterson u svojoj prvoj sezoni postavlja rekorde u ukupnim jardama u utakmici (361) i jardama probijanja u jednoj utakmici (296).  Vikingsi su 2008. u doigravanju nakon osvojene divizije, ali gube odmah u wild-card rundi od Philadelphia Eaglesa. Sezonu kasnije u klub dolazi quarterback Brett Favre, legenda divizijskih rivala Green Bay Packersa. Favre, iako na samom kraju svoje karijere, Vikingse odmah dovodi do 12 pobjeda u sezoni i kasnije do konferencijskog finala. Tu ih s 31:28 nakon produžetaka pobjeđuju kasniji prvaci New Orleans Saintsi predvođenim Drewom Breesom.
Do danas posljednje pojavljivanje Vikingsa u doigravanju je bilo u sezoni 2012. Te sezone Peterson ima 2097 jarda probijanja,  što je drugi najbolji rezultat u povijesti, a Vikingsi gube u wild-card rundi doigravanja protiv Packersa s 24:10.

## Učinak po sezonama od 2008.
| Sezona | Liga | Konferencija | Divizija | Regularni dio sezone | Regularni dio sezone | Regularni dio sezone | Regularni dio sezone | Uspjeh u doigravanju              |
| Sezona | Liga | Konferencija | Divizija | Poz.                 | Pob.                 | Por.                 | Ner.                 | Uspjeh u doigravanju              |
| ------ | ---- | ------------ | -------- | -------------------- | -------------------- | -------------------- | -------------------- | --------------------------------- |
| 2008.  | NFL  | NFC          | Sjever   | 1.                   | 10                   | 6                    | 0                    | poraženi u wild-card rundi        |
| 2009.  | NFL  | NFC          | Sjever   | 1.                   | 12                   | 4                    | 0                    | poraženi u konferencijskom finalu |
| 2010.  | NFL  | NFC          | Sjever   | 4.                   | 6                    | 10                   | 0                    |                                   |
| 2011.  | NFL  | NFC          | Sjever   | 4.                   | 3                    | 13                   | 0                    |                                   |
| 2012.  | NFL  | NFC          | Sjever   | 2.                   | 10                   | 6                    | 0                    | poraženi u wild-card rundi        |
| 2013.  | NFL  | NFC          | Sjever   | 4.                   | 5                    | 10                   | 0                    |                                   |
| 2014.  | NFL  | NFC          | Sjever   | 3.                   | 7                    | 9                    | 0                    |                                   |
| 2015.  | NFL  | NFC          | Sjever   | 1.                   | 11                   | 5                    | 0                    | poraženi u wild-card rundi        |
| 2016.  | NFL  | NFC          | Sjever   | 3.                   | 8                    | 8                    | 0                    |                                   |
| 2017.  | NFL  | NFC          | Sjever   | 1.                   | 13                   | 3                    | 0                    | poraženi u konferencijskom finalu |
| 2018.  | NFL  | NFC          | Sjever   | 2.                   | 8                    | 7                    | 1                    |                                   |